# Adam Rita

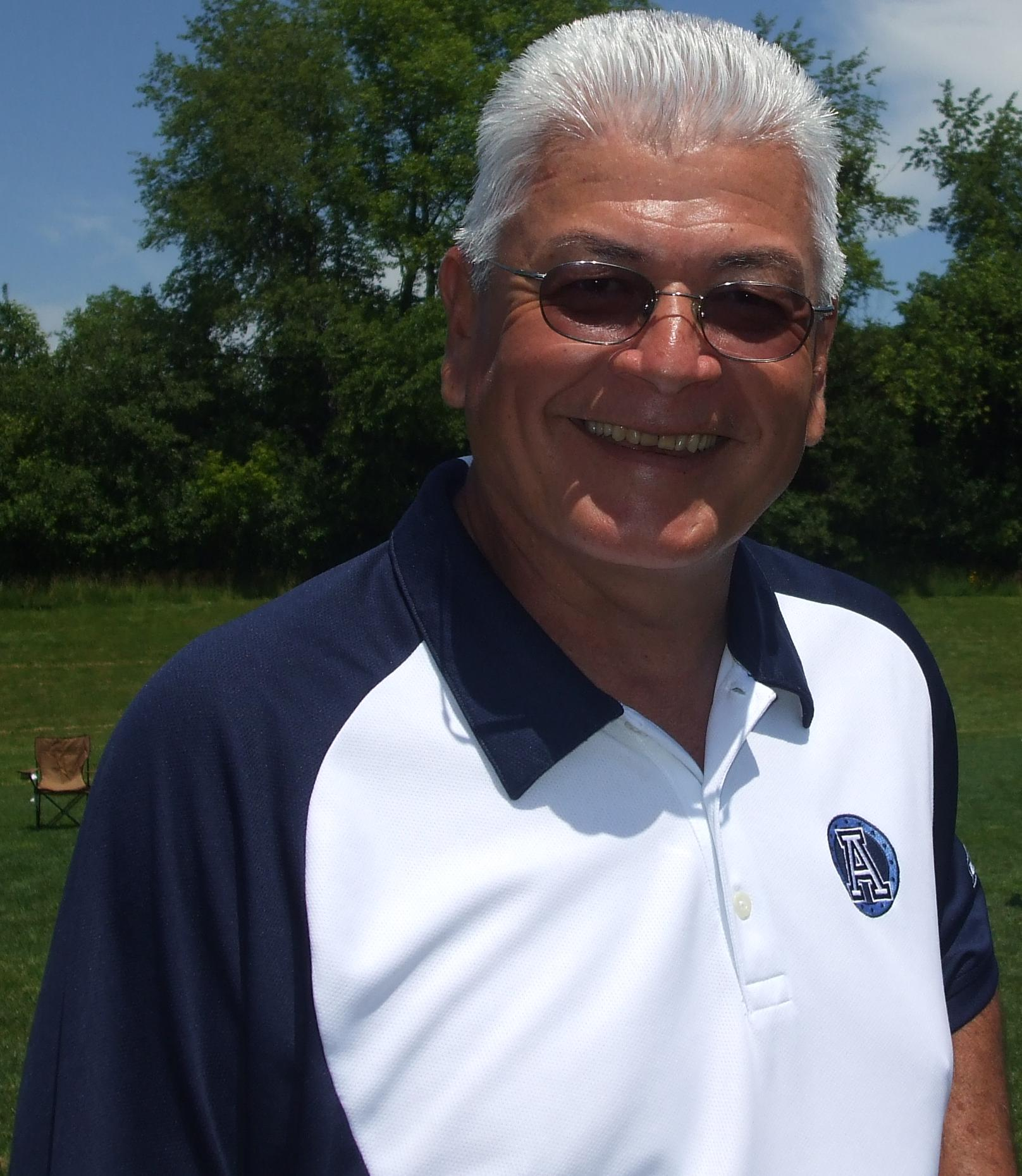
Adam Rita (2009)

Adam Rita (* 21. September 1947 in Kauaʻi) ist ein Gridiron-Football-Trainer und Manager, der vornehmlich für sein Engagement in der Canadian Football League (CFL) sowie der European League of Football (ELF) bekannt ist. Er war Cheftrainer der Toronto Argonauts, Ottawa Rough Riders und der BC Lions sowie General Manager der Lions und Argonauts. Er gewann sechs Mal den Grey Cup, drei Mal als Offensivkoordinator, ein Mal als Cheftrainer und zwei Mal als General Manager.
Seit 2012 ist Rita in Europa als Trainer aktiv und parallel dazu als Berater im kanadischen High School Football tätig. In der Saison 2021 war er der Head Coach der Barcelona Dragons in der neuformierten ELF. In der Saison 2025 ist er Offensive Coordinator der Berlin Thunder in der ELF.

## Karriere

### College-Spieler und -Trainer
Rita spielte von 1965 bis 1968 Center der Broncos der Boise State University.
Nach seiner Zeit als aktiver Spieler wechselte er in den Trainerstab. Von 1969 bis 1976 war er Assistant Coach der Broncos. Es folgten Engagements an der University of Nevada, Las Vegas (1977 bis 1978) sowie an der University of Hawaiʻi at Mānoa (1979 bis 1982).

### Canadian Football League
1983 wechselte er in die Canadian Football League (CFL). Er wurde Offensive Coordinator (OC) der BC Lions in Vancouver unter Head Coach Don Matthews. Mit den Lions gewann er 1985 den Grey Cup, die Meisterschaft der CFL.
In der Saison 1989 arbeitete erstmal als Head Coach (HC) im kanadischen College Football und trainierte die Thunderbirds der University of British Columbia in Vancouver.
1990 kehrte er in die CFL zurück und wurde OC der Toronto Argonauts, erneut unter HC Matthews. Nach einem Jahr verließ Matthews die Argonauts und Rita wurde erstmal HC in der CFL. In seiner ersten Saison führten die Argonauts die Liga mit 13 Siegen bei fünf Niederlagen an. Schließlich gewannen sie mit einem 36:21-Sieg gegen die Calgary Stampeders den 79. Grey Cup. Die Saison 1992 lief dagegen nicht so gut. Nach drei Siegen aus den ersten elf Spielen wurde Rita entlassen.
In der Saison 1993 war Rita OC der Edmonton Eskimos und gewann auch mit diesen den Grey Cup. Rita wurde erneut Head Coach, diesmal der der Ottawa Rough Riders, nach vier Siegen bei 14 Niederlagen endete dieses Engagement nach einem Jahr. Rita wurde OC der Memphis Mad Dogs. Die Mad Dogs waren ein CFL-Team, das in Memphis, Tennessee, also in den USA spielte, nach einem Jahr aber wieder aufgelöst wurde.
Rita wurde wieder OC unter Don Matthews bei den Toronto Argonauts. Erneut endete die Zusammenarbeit im Gewinn des Grey Cups.
1997 kehrte Rita zu den B.C. Lions zurück. Dort wurde er erneut Head Coach, zusätzlich aber auch General Manager (GM). Während der Saison 1998 zog er sich als Head Coach zurück und konzentrierte sich auf das Amt der GM. Erst 2002 sprach er interimsweise wieder als HC ein.
2003 wechselte Rita zu den Argonauts zurück und war für eine Saison OC. Ein Jahr später wurde Rita zum General Manager und zum Vice President of Football Operations befördert. Diese Ämter hatte er bis 2010 inne.

### High School und Europa
Ab 2012 arbeitete Rita als High-School-Trainer in Kanada. Von 2012 bis 2015 trainierte er an der  Trinity College School in Port Hope, Ontario. Von 2016 bis 2019 arbeitete er für die Clarkson Secondary School in Mississauga, Ontario.
Parallel dazu entdeckte er die Seite Europlayers.com und die Möglichkeit, in Europa zu trainieren. Seine erste Station waren 2012 die Prague Panthers in der tschechischen ČLAF und in der Austrian Football League. Es folgten zwei Jahre in der Schweiz bei den Calanda Broncos, 2013 mit dem Gewinn des Swiss Bowl.
Von 2017 bis 2019 war Rita HC und OC der Bergamo Lions. Für die Saison 2020 wurde er von den Berlin Adler in der GFL2 verpflichtet, die Saison fiel wegen der Covid-19-Pandemie aus.
Die Gladiators Football, später umbenannt in Barcelona Dragons verpflichteten Rita als Head Coach für ihre erste Saison in der neu gegründeten European League of Football (ELF). Nach der Saison kehrte Rita zu den Bergamo Lions zurück und führte sie aus der zweiten Liga zurück in die Italian Football League. Für die Saison 2025 kehrt Rita in die ELF zurück und wird Offensive Coordinator der Berlin Thunder.

## Privates
Rita verbrachte seine Kindheit und Jugend auf Kauaʻi, Hawaii. Als junger Mann war er Mitglied eines Kanuclubs und ist in der Hochzeitsszene des Elvis-Presley-Films Blaues Hawaii als Statist in einem Kanu zu sehen.
Mit seiner Frau Judit, die aus Ungarn stammt, hat Rita zwei Söhne, Kevin und Harrison, sowie zwei Enkelkinder.